# River Og
Der River Og ist ein Wasserlauf in Wiltshire, England. Er entsteht südöstlich von Draycot Foliat und fließt in südlicher Richtung bis zu seiner Mündung in den River Kennet östlich von Marlborough.